# سانتینو فونتانا

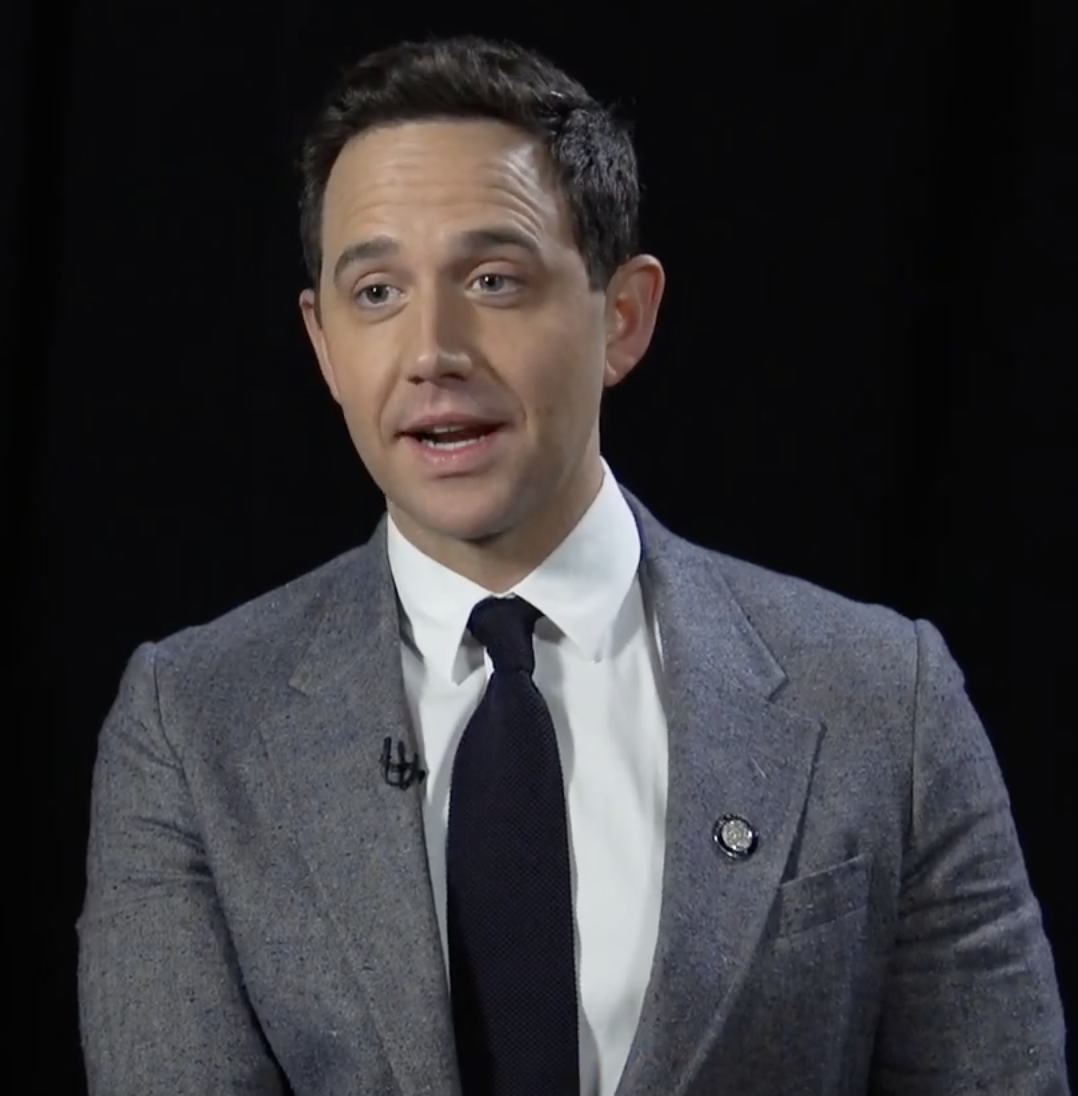
سانتینو فونتانا در حال مصاحبه

سانتینو فونتانا (به انگلیسی: Santino Fontana) (زاده ۱۹۸۲) بازیگر و کارگردان ، آهنگسازآمریکایی است.
او در مجموعه تلویزیونی سایه‌های آبی به عنوان کارآگاه دیوید سپرستاین و انیمیشن یخ زده به عنوان صداپیشه نقش پرنس هانس حضور یافته است.